# Centre Lliure
Centre Lliure (hebreu: מרכז חופשי‎ Merkaz Hofxí) fou un partit polític d'Israel creat el 27 de març de 1967 durant la 6a Kenésset quan Shmuel Tamir, Eliezer Shostak i Avraham Tiar abandonaren Gahal en desacord amb el lideratge de Menahem Begin. També s'ajuntaren amb Shlomo Cohen-Tzidon, qui havia deixat Gahal i havia intentat infructuosament crear un grup parlamentari unipersonal, Facció Popular.
Es presentà a les eleccions legislatives d'Israel de 1969 i va assolir justament l'1,2% dels vots i dos escons, que foren per a Tamir i Shostak. Abans de les eleccions de 1973 va unir-se a Herut, Partit Liberal (que havien format Gahal), Llista Nacional i el Moviment pel Gran Israel per a formar el nou partit Likkud, que va obtenir 39 escons, dels quals quatre per a membres de Centre Lliure (Tamir, Shostak, Ehud Olmert i Akiva Nof).
El 1974 els conflictes interns van conduir a Shostak i Ehud Olmert a deixar el Centre Lliure per a crear el Centre Independent, que més tard es va unir a la facció La'am. Una nova disputa va dur Tamir i Nof a abandonar Likkud i restablir el partit com a facció independent el 26 d'octubre de 1976 durant la 8a Kenésset. Tots dos van renunciar al seu escó el 25 de gener de 1977, i es va unir al Daix. Tots dos van ser elegits per a la 9a Kenésset com a membres del nou partit, encara que més tard Nof va tornar al Likkud després d'una temporada a Ahvà.